# Bulbophyllum trachyglossum
Bulbophyllum trachyglossum är en orkidéart som beskrevs av Rudolf Schlechter. Bulbophyllum trachyglossum ingår i släktet Bulbophyllum och familjen orkidéer. Inga underarter finns listade i Catalogue of Life.